# Мюрхед, Ив
Ив Мю́рхед (Мью́ирхед; англ. Eve Muirhead; род. 22 апреля 1990, Перт, Перт-энд-Кинросс) — шотландская кёрлингистка, скип национальной сборной Шотландии, чемпионка мира 2013 года, чемпионка Европы 2011, 2017 и 2021 годов, бронзовый призёр Олимпийских игр 2014 года (самый молодой скип в истории, выигравший олимпийскую медаль, на тот момент ей было 23 года) и чемпионка зимних Олимпийских игр 2022 года.

## Биография
Отцом Ив Мюрхед является известный шотландский кёрлингист, игрок национальной сборной Гордон Мюрхед — чемпион мира 1999 года, чемпион Европы 1994 года, трёхкратный серебряный призёр мировых первенств, двукратный призёр чемпионатов Европы.
В 2007 году в 16-летнем возрасте Ив Мюрхед была впервые включена в состав молодёжной сборной Шотландии, с которой завоевала золотые медали на проходившем в США чемпионате мира среди молодёжных команд. Через год шотландская молодёжная сборная повторила свой успех на мировом первенстве, а Мюрхед дебютировала в качестве скипа команды.
С 2008 Ив Мюрхед неизменно является скипом национальной сборной Шотландии, продолжая до 2011 выступать и за молодёжную сборную. В 2010 молодая кёрлингистка дебютировала на Олимпийских играх, выступая в команде Великобритании, в состав которой входили только шотландские спортсменки.
В 2010 к Мюрхед выиграла свою первую медаль в составе национальной сборной Шотландии, став серебряным призёром чемпионата мира, проходившего в Канаде. В 2012 спортсменка стала чемпионкой Европы среди смешанных команд. В 2012 она вновь выиграла в составе своей сборной «серебро» европейского первенства, а в марте 2013 на проходившем в Риге (Латвия) чемпионате мира сборная Шотландии под руководством своего скипа Мюрхед стала первой.

## Достижения
- чемпионка зимних Олимпийских игр — 2022; бронзовый призёр — 2014;
- чемпионка мира 2013;
- серебряный (2010) и бронзовый (2017) призёр чемпионатов мира;
- чемпионка Европы 2011, 2017, 2021;
- 5-кратный серебряный призёр чемпионатов Европы — 2010, 2012, 2013, 2015, 2019;
- двукратный бронзовый призёр чемпионатов Европы — 2014, 2016;
- 8-кратная чемпионка Шотландии — 2009, 2010, 2012, 2013, 2015, 2016, 2017, 2020;
- чемпионка Европы среди смешанных команд — 2012;
- трёхкратная чемпионка Шотландии среди смешанных команд — 2007, 2012, 2013; серебряный призёр — 2008;
- чемпионка мира среди смешанных пар 2022;
- чемпионка Шотландии среди смешанных пар — 2022; бронзовый призёр — 2020;
- 4-кратная чемпионка мира среди молодёжных команд — 2007, 2008, 2009, 2011;
- 4-кратная чемпионка Шотландии среди молодёжных команд — 2007, 2008, 2009, 2011;

- Почётный приз Всемирной федерации кёрлинга Frances Brodie Award: 2012.

## Команды
| Сезон                                                               | Четвёртый         | Третий          | Второй             | Первый            | Запасной                               | Тренер                                    | Турниры                                                      |
| ------------------------------------------------------------------- | ----------------- | --------------- | ------------------ | ----------------- | -------------------------------------- | ----------------------------------------- | ------------------------------------------------------------ |
| 2005—06                                                             | Jennifer Morrison | Сара Рид        | Керри Барр         | Ив Мюрхед         | Кей Адамс                              |                                           |                                                              |
| 2005—06                                                             | Сара Рид          | Ив Мюрхед       | Барбара Макфарлейн | Сара Макинтайр    |                                        |                                           |                                                              |
| 2006—07                                                             | Керри Барр        | Сара Рид        | Ив Мюрхед          | Jennifer Morrison | Кей Адамс                              |                                           |                                                              |
| 2006—07                                                             | Сара Рид          | Ив Мюрхед       | Барбара Макфарлейн | Сара Макинтайр    | Alison Black                           |                                           | ЧШЮ 2007 · ЧМЮ 2007                                          |
| 2007—08                                                             | Ив Мюрхед         | Керри Барр      | Вики Адамс         | Сара Макинтайр    | Кей Адамс (ЧМЮ)                        | Изобель Ханнен                            | ЧШЮ 2008 · ЧМЮ 2008                                          |
| 2008—09                                                             | Келли Вуд         | Джеки Локхарт   | Лорна Веверс       | Линдси Вуд        | Ив Мюрхед                              | Алан Ханна                                | ЧЕ 2008 (6 место)                                            |
| 2008—09                                                             | Ив Мюрхед         | Анна Слоун      | Вики Адамс         | Сара Макинтайр    | Кей Адамс (ЧМЮ)                        | Изобель Ханнен                            | ЧШЮ 2009 · ЧМЮ 2009                                          |
| 2008—09                                                             | Ив Мюрхед         | Карен Эддисон   | Рейчел Симмс       | Энн Лэрд          | Джеки Локхарт (ЧМ)                     | Изобель Ханнен (ЧМ)                       | ЧШЖ 2009 · ЧМ 2009 (8 место)                                 |
| 2009—10                                                             | Ив Мюрхед         | Джеки Локхарт   | Келли Вуд          | Лорна Веверс      | Карен Эддисон (ЧЕ) Энн Лэрд (ЧШЖ, ЗОИ) | Нэнси Мёрдок                              | ЧЕ 2009 (6 место) · ЧШЖ 2010 · ЗОИ 2010 (7 место)            |
| 2009—10                                                             | Ив Мюрхед         | Келли Вуд       | Лорна Веверс       | Энн Лэрд          | Сара Рид                               | Нэнси Мёрдок                              | ЧМ 2010                                                      |
| 2010—11                                                             | Ив Мюрхед         | Келли Вуд       | Лорна Веверс       | Энн Лэрд          | Анна Слоун (ЧЕ)                        | Гордон Мюрхед (ЧЕ)                        | ЧЕ 2010 · ЧШЖ 2011 (4 место)                                 |
| 2010—11                                                             | Ив Мюрхед         | Анна Слоун      | Вики Адамс         | Рианн Маклауд     | Элис Спенс (ЧМЮ)                       | Гордон Мюрхед                             | ЧШЮ 2011 · ЧМЮ 2011                                          |
| 2010—11                                                             | Анна Слоун        | Клэр Хэмилтон   | Вики Адамс         | Рианн Маклауд     | Ив Мюрхед                              | Изобель Ханнен                            | ЧМ 2011 (9 место)                                            |
| 2011—12                                                             | Ив Мюрхед         | Анна Слоун      | Вики Адамс         | Клэр Хэмилтон     | Кей Адамс (ЧЕ) Келли Вуд (ЧМ)          | Гордон Мюрхед                             | ЧЕ 2011 · ЧШЖ 2012 · ЧМ 2012 (6 место)                       |
| 2012—13                                                             | Ив Мюрхед         | Анна Слоун      | Вики Адамс         | Клэр Хэмилтон     | Сара Рид (ЧЕ) Лорен Грэй (ЧМ)          | Дэвид Хэй (все), Рона Мартин (ЧЕ)         | ЧЕ 2012 · ЧШЖ 2013 · ЧМ 2013                                 |
| 2013—14                                                             | Ив Мюрхед         | Анна Слоун      | Вики Адамс         | Клэр Хэмилтон     | Лорен Грэй                             | Дэвид Хэй (ЧЕ), Рона Мартин (ЗОИ)         | ЧЕ 2013 · ЗОИ 2014                                           |
| 2014—15                                                             | Ив Мюрхед         | Анна Слоун      | Вики Адамс         | Сара Рид          | Лорен Грэй (ЧЕ, ЧМ)                    | Дэвид Хэй (ЧЕ, ЧМ)                        | ЧЕ 2014 · ЧШЖ 2015 · ЧМ 2015 (4 место)                       |
| 2015—16                                                             | Ив Мюрхед         | Анна Слоун      | Вики Адамс         | Сара Рид          | Рэйчел Ханнен                          | Дэвид Хэй (ЧЕ, ЧШЖ), Рэйчел Ханнен (ЧМ)   | ЧЕ 2015 · ЧШЖ 2016 · ЧМ 2016 (5 место)                       |
| 2016—17                                                             | Ив Мюрхед         | Анна Слоун      | Виктория Адамс     | Лорен Грэй        | Келли Шафер (ЧЕ, ЧМ)                   | Гленн Ховард                              | ЧЕ 2016 · ЧШЖ 2017 · ЧМ 2017                                 |
| 2017—18                                                             | Ив Мюрхед         | Анна Слоун      | Вики Адамс         | Лорен Грэй        | Келли Шафер                            | Гленн Ховард                              | ЧЕ 2017 · ЗОИ 2018 (4 место)                                 |
| 2018—19                                                             | Ив Мюрхед         | Дженнифер Доддс | Виктория Чалмерс   | Лорен Грэй        | Вики Райт (ЧЕ, ЧШЖ)                    | Гленн Ховард (ЧЕ, ЧШЖ), Дэвид Мёрдок (КМ) | ЧЕ 2018 (6 место) · КМ 2018/19 (2 этап) (4 место) · ЧШЖ 2019 |
| 2019—20                                                             | Ив Мюрхед         | Лорен Грэй      | Дженнифер Доддс    | Вики Райт         | Софи Синклер                           | Нэнси Смит                                | ЧЕ 2019                                                      |
| 2019—20                                                             | Ив Мюрхед         | Лорен Грэй      | Дженнифер Доддс    | Вики Райт         |                                        | Кристиан Линдстрём                        | ЧШЖ 2020                                                     |
| 2020—21                                                             | Ив Мюрхед         | Вики Райт       | Дженнифер Доддс    | Лорен Грэй        | Софи Синклер                           | Кристиан Линдстрём                        | ЧМ 2021 (8 место)                                            |
| 2021—22                                                             | Ив Мюрхед         | Виктория Райт   | Дженнифер Доддс    | Хейли Дафф        | Мили Смит                              | Кристиан Линдстрём                        | ЧЕ 2021 · ЗОИ 2022 (квал. 2021) · ЗОИ 2022                   |
| Кёрлинг среди смешанных команд (mixed curling, микст)               |                   |                 |                    |                   |                                        |                                           |                                                              |
| 2006—07                                                             | Глен Мюрхед       | Ив Мюрхед       | Гордон Мюрхед      | Анна Слоун        |                                        |                                           | ЧШСК 2007                                                    |
| 2007—08                                                             | Гордон Мюрхед     | Ив Мюрхед       | Глен Мюрхед        | Анна Слоун        |                                        |                                           | ЧЕСК 2007 (6 место)                                          |
| 2007—08                                                             | Глен Мюрхед       | Ив Мюрхед       | Гордон Мюрхед      | Анна Слоун        |                                        |                                           | ЧШСК 2008                                                    |
| 2011—12                                                             | Эван Макдональд   | Ив Мюрхед       | Юан Байерс         | Karen Barthelemy  |                                        |                                           | ЧШСК 2012                                                    |
| 2012—13                                                             | Эван Макдональд   | Ив Мюрхед       | Юан Байерс         | Karen Barthelemy  |                                        |                                           | ЧЕСК 2012                                                    |
| 2012—13                                                             | Эван Макдональд   | Ив Мюрхед       | Юан Байерс         | Karen Barthelemy  |                                        |                                           | ЧШСК 2013                                                    |
| 2013—14                                                             | Эван Макдональд   | Кей Адамс       | Юан Байерс         | Karen Barthelemy  |                                        | Ив Мюрхед                                 | ЧЕСК 2013                                                    |
| 2013—14                                                             | Эван Макдональд   | Ив Мюрхед       | Юан Байерс         | ?                 |                                        |                                           | ЧШСК 2014 (5 место)                                          |
| Кёрлинг среди смешанных пар (mixed curling, даюл-микст, микст-дабл) |                   |                 |                    |                   |                                        |                                           |                                                              |
| 2019—20                                                             | Ив Мюрхед         | Бобби Лэмми     |                    |                   |                                        |                                           | ЧШСП 2020                                                    |
| 2021—22                                                             | Ив Мюрхед         | Бобби Лэмми     |                    |                   |                                        | Грег Драммонд (ЧМСП)                      | ЧШСП 2022 · ЧМСП 2022                                        |

(скипы выделены полужирным шрифтом)